# Nykarleby Jernväg
Nykarleby Jernväg är en museijärnväg som finns i byn Kovjoki i Nykarleby stad, Österbotten.
Järnvägen har anor från 1900-talets början och spårvidden är 600 mm.
Nyjarleby Jernveg drivs av Kovjoki Hembygds- och museiförening r.f., som grundades 1979 av bland andra Alfred Hägg. Dess syfte är att samla och bevara föremål som berör hembygdens historia och kulturliv. År 1986 beslöts att återuppbygga den smalspåriga järnvägen på en sträcka av omkring två km från stationen till riksväg 8.

## Galleri

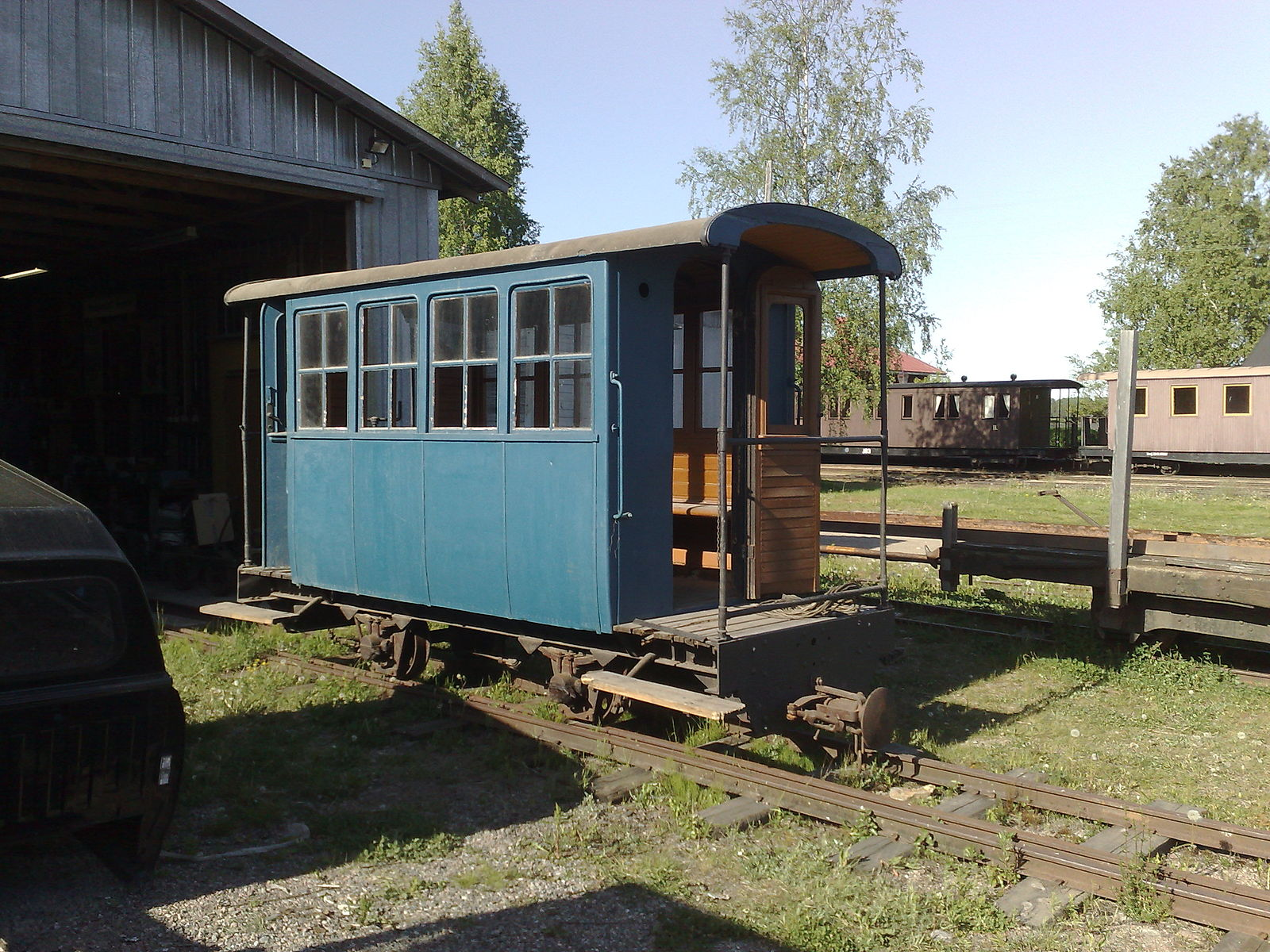
Nykarlebyvagnen, byggd av Sandvikens Skeppsdocka och Mekaniska Verkstad 1901 för Nykarleby Jernväg]
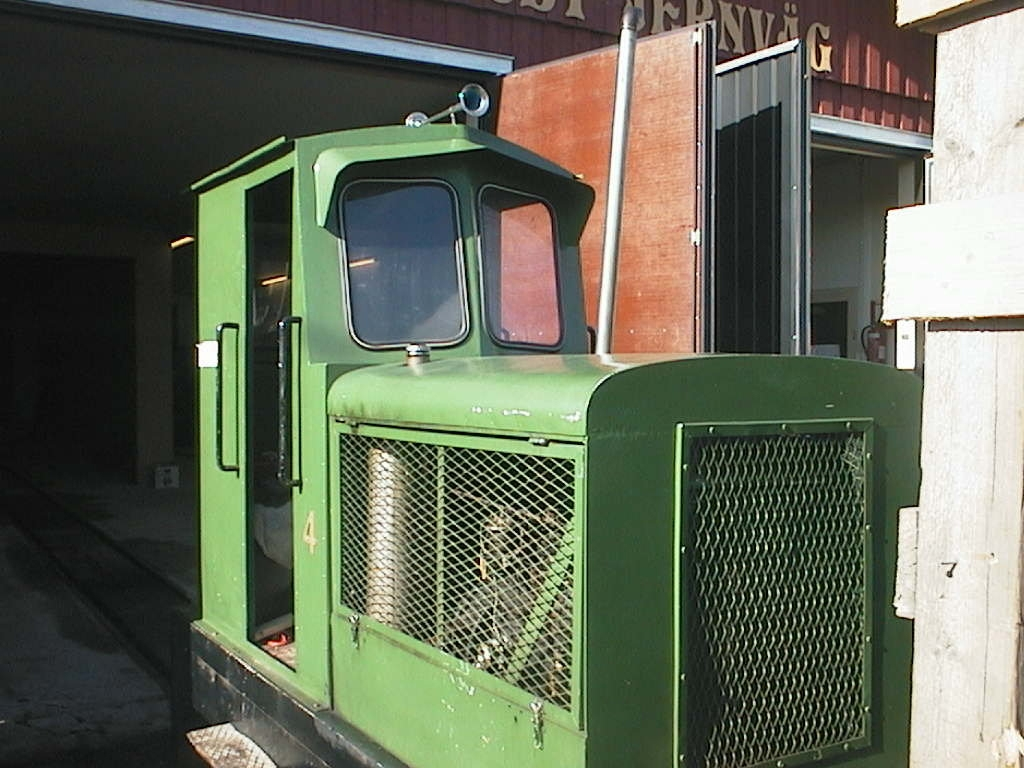
Diesellok KMN4, tillverkat av Karl Møller Nagbøl A/S för G.A. Serlachius Oy 1958